# Children of Nature – Eine Reise
Children of Nature – Eine Reise (isländischer Originaltitel: Börn náttúrunnar), auch Kinder der Natur – Eine Reise oder Kinder der Natur, ist ein Film des isländischen Regisseurs Friðrik Þór Friðriksson aus dem Jahr 1991. Er schildert die Rückkehr eines alten Bauern und seiner Jugendliebe an die Stätte ihrer Kindheit. Der Film wurde 1992 als Bester fremdsprachiger Film für einen Oscar nominiert.

## Handlung
Der fast 80-jährige Geiri muss seinen Hof auf dem Land aufgeben und zieht zu seiner Tochter nach Reykjavík. Dort wird er jedoch bald lästig und in ein Altersheim eingewiesen, wo er seiner Jugendfreundin Stella wiederbegegnet, mit der er in den Westfjorden der Insel aufwuchs. Beide fühlen sich in dem Heim nicht wohl und beschließen, an den Ort ihrer Jugend zurückzukehren. Sie stehlen einen alten Jeep und brechen in das entlegene und fast menschenleere Paradies ihrer Kindheit auf, um in Freiheit zu sterben.

## Kritik
Children of Nature wurde von internationalen wie nationalen Kritikern als gelungen eingeschätzt. So sah beispielsweise Hal Hinson von der Washington Times fast zwei Jahre nach der US-amerikanischen Premiere des Films beim New York New Directors and New Films Festival in Friðrik Þór Friðrikssons Regiearbeit eine schier perfekte „poetische kleine Charakterstudie“; „ein Kammerstück“ von „erhabener Schönheit und Gefühl“. Je mehr die beiden Protagonisten sich ihrem Ziel in der „schroffen, hübschen Landschaft Islands“ nähern würden, desto fantasievoller werde der kleine Film, der zum Schluss sich weit über den einfachen Naturalismus der Anfangsszenen hinaus zu einer Fabel entwickle.
Ebenso positiv waren die Kritiken in Deutschland: Die Berliner Morgenpost pries den Film als „Glücksfall für das europäische Kino“, während der film-dienst „den Mut zur Selbstbestimmung und Würde bis ins hohe Alter“ hervorhob, der „den Verfehlungen einer gedankenlosen modernen Zivilisation“ gegenübergestellt wird. Dieter Krusche lobte die nüchterne Darstellung „des Elends und der Einsamkeit des Alters, ohne sich mit tatenloser Resignation zu begnügen“. Mit „der Rückkehr in das Land der Kindheit und dem Tod in Freiheit und Würde“ ginge für die Charaktere in doppelter Hinsicht ein Traum in Erfüllung.

## Auszeichnungen
Der Komponist Hilmar Örn Hilmarsson wurde 1991 für die Filmmusik zu Kinder der Natur mit dem Europäischen Filmpreis ausgezeichnet. Die Hauptdarstellerin Sigríður Hagalín erhielt für den Preis eine Nominierung. 1992 wurde der Film als Bester ausländischer Film für einen Oscar nominiert.